# دوري تونغا لكرة القدم 2003
دوري تونغا لكرة القدم 2003 هو موسم من دوري تونغا لكرة القدم. فاز فيه Lotohaʻapai United ‏.